# Nannastacus gibbosus
Nannastacus gibbosus is een zeekommasoort uit de familie van de Nannastacidae. De wetenschappelijke naam van de soort is voor het eerst geldig gepubliceerd in 1911 door Calman.